# Fargo (Arkansas)
Fargo é uma cidade  localizada no estado americano de Arkansas, no Condado de Monroe.

## Demografia
Segundo o censo americano de 2000, a sua população era de 118 habitantes.
Em 2006, foi estimada uma população de 107, um decréscimo de 11 (-9.3%).

## Geografia
De acordo com o United States Census Bureau, a localidade tem uma área de 1,8 km², dos quais 1,7 km² cobertos por terra e 0,1 km² cobertos por água.

## Localidades na vizinhança
O diagrama seguinte representa as localidades num raio de 32 km ao redor de Fargo.